# Love Is a Battlefield (Pat Benatar)
Love is a battlefield is een nummer van de Amerikaanse zangeres Pat Benatar en afkomstig van het album Live from Earth uit 1983. Op 12 september dat jaar werd het nummer eerst in de VS en Canada op single uitgebracht.. In januari 1984 volgden Europa, Australië, Nieuw-Zeeland en Japan.
Het nummer werd geschreven door Holly Knight en Mike Chapman, afkomstig van Benatar's live-album Live from Earth, hoewel de single zelf een studio-opname is.

## Videoclip
De videoclip is geregisseerd door Bob Giraldi en laat Benatar zien als een rebels tienermeisje dat wegrent van haar vader, gespeeld door Trey Wilson. In Nederland werd de videoclip destijds op televisie uitgezonden door de popprogramma's AVRO's Toppop, Countdown van Veronica en Popformule van de TROS. 

## Achtergrond
De plaat werd wereldwijd een grote hit en bereikte in thuisland de Verenigde Staten de 5e positie in de Billboard Hot 100. In Europa en de rest van de wereld werd de plaat begin 1984 een grote hit en was in het Verenigd Koninkrijk minder succesvol met een 17e positie in de UK Singles Chart.
In Nederland werd de plaat veel gedraaid op de landelijke radiozenders en werd in maart 1984 een gigantische hit in destijds drie landelijke hitlijsten op de nationale publieke popzender Hilversum 3. De plaat bereikte de nummer-1 positie in zowel de Nederlandse Top 40 als de Nationale Hitparade en de TROS Top 50. In de Europese hitlijst op Hilversum 3, de TROS Europarade, bereikte de plaat de 3e positie. 
In België bereikte de plaat de nummer-1 positie in zowel de voorloper van de Vlaamse Ultratop 50 als de Vlaamse Radio 2 Top 30. In Wallonië werd géén notering behaald.

## Hitnoteringen

### Nederlandse Top 40
| Hitnotering: 11-02-1984 t/m 12-05-1984 | Hitnotering: 11-02-1984 t/m 12-05-1984 | Hitnotering: 11-02-1984 t/m 12-05-1984 | Hitnotering: 11-02-1984 t/m 12-05-1984 | Hitnotering: 11-02-1984 t/m 12-05-1984 | Hitnotering: 11-02-1984 t/m 12-05-1984 | Hitnotering: 11-02-1984 t/m 12-05-1984 | Hitnotering: 11-02-1984 t/m 12-05-1984 | Hitnotering: 11-02-1984 t/m 12-05-1984 | Hitnotering: 11-02-1984 t/m 12-05-1984 | Hitnotering: 11-02-1984 t/m 12-05-1984 | Hitnotering: 11-02-1984 t/m 12-05-1984 | Hitnotering: 11-02-1984 t/m 12-05-1984 | Hitnotering: 11-02-1984 t/m 12-05-1984 | Hitnotering: 11-02-1984 t/m 12-05-1984 | Hitnotering: 11-02-1984 t/m 12-05-1984 |
| Week                                   | 1                                      | 2                                      | 3                                      | 4                                      | 5                                      | 6                                      | 7                                      | 8                                      | 9                                      | 10                                     | 11                                     | 12                                     | 13                                     | 14                                     |                                        |
| -------------------------------------- | -------------------------------------- | -------------------------------------- | -------------------------------------- | -------------------------------------- | -------------------------------------- | -------------------------------------- | -------------------------------------- | -------------------------------------- | -------------------------------------- | -------------------------------------- | -------------------------------------- | -------------------------------------- | -------------------------------------- | -------------------------------------- | -------------------------------------- |
| Nummer                                 | 24                                     | 13                                     | 7                                      | 3                                      | 2                                      | 1                                      | 1                                      | 1                                      | 1                                      | 2                                      | 3                                      | 7                                      | 12                                     | 23                                     | uit                                    |

### Nationale Hitparade
| Hitnotering week 1: 04-02-1984 Hitnotering week 2 t/m 15: 18-02-1984 t/m 19-05-1984 | Hitnotering week 1: 04-02-1984 Hitnotering week 2 t/m 15: 18-02-1984 t/m 19-05-1984 | Hitnotering week 1: 04-02-1984 Hitnotering week 2 t/m 15: 18-02-1984 t/m 19-05-1984 | Hitnotering week 1: 04-02-1984 Hitnotering week 2 t/m 15: 18-02-1984 t/m 19-05-1984 | Hitnotering week 1: 04-02-1984 Hitnotering week 2 t/m 15: 18-02-1984 t/m 19-05-1984 | Hitnotering week 1: 04-02-1984 Hitnotering week 2 t/m 15: 18-02-1984 t/m 19-05-1984 | Hitnotering week 1: 04-02-1984 Hitnotering week 2 t/m 15: 18-02-1984 t/m 19-05-1984 | Hitnotering week 1: 04-02-1984 Hitnotering week 2 t/m 15: 18-02-1984 t/m 19-05-1984 | Hitnotering week 1: 04-02-1984 Hitnotering week 2 t/m 15: 18-02-1984 t/m 19-05-1984 | Hitnotering week 1: 04-02-1984 Hitnotering week 2 t/m 15: 18-02-1984 t/m 19-05-1984 | Hitnotering week 1: 04-02-1984 Hitnotering week 2 t/m 15: 18-02-1984 t/m 19-05-1984 | Hitnotering week 1: 04-02-1984 Hitnotering week 2 t/m 15: 18-02-1984 t/m 19-05-1984 | Hitnotering week 1: 04-02-1984 Hitnotering week 2 t/m 15: 18-02-1984 t/m 19-05-1984 | Hitnotering week 1: 04-02-1984 Hitnotering week 2 t/m 15: 18-02-1984 t/m 19-05-1984 | Hitnotering week 1: 04-02-1984 Hitnotering week 2 t/m 15: 18-02-1984 t/m 19-05-1984 | Hitnotering week 1: 04-02-1984 Hitnotering week 2 t/m 15: 18-02-1984 t/m 19-05-1984 | Hitnotering week 1: 04-02-1984 Hitnotering week 2 t/m 15: 18-02-1984 t/m 19-05-1984 | Hitnotering week 1: 04-02-1984 Hitnotering week 2 t/m 15: 18-02-1984 t/m 19-05-1984 |
| Week                                                                                | 1                                                                                   |                                                                                     | 2                                                                                   | 3                                                                                   | 4                                                                                   | 5                                                                                   | 6                                                                                   | 7                                                                                   | 8                                                                                   | 9                                                                                   | 10                                                                                  | 11                                                                                  | 12                                                                                  | 13                                                                                  | 14                                                                                  | 15                                                                                  |                                                                                     |
| ----------------------------------------------------------------------------------- | ----------------------------------------------------------------------------------- | ----------------------------------------------------------------------------------- | ----------------------------------------------------------------------------------- | ----------------------------------------------------------------------------------- | ----------------------------------------------------------------------------------- | ----------------------------------------------------------------------------------- | ----------------------------------------------------------------------------------- | ----------------------------------------------------------------------------------- | ----------------------------------------------------------------------------------- | ----------------------------------------------------------------------------------- | ----------------------------------------------------------------------------------- | ----------------------------------------------------------------------------------- | ----------------------------------------------------------------------------------- | ----------------------------------------------------------------------------------- | ----------------------------------------------------------------------------------- | ----------------------------------------------------------------------------------- | ----------------------------------------------------------------------------------- |
| Nummer                                                                              | 50                                                                                  | uit                                                                                 | 10                                                                                  | 4                                                                                   | 2                                                                                   | 2                                                                                   | 2                                                                                   | 1                                                                                   | 1                                                                                   | 2                                                                                   | 4                                                                                   | 6                                                                                   | 6                                                                                   | 12                                                                                  | 21                                                                                  | 46                                                                                  | uit                                                                                 |

### TROS Top 50
Hitnotering: 09-02-1984 t/m 10-05-1984. Hoogste notering: #1 (4 weken).

### TROS Europarade
Hitnotering: 04-03-1984 t/m 20-05-1984. Hoogste notering: #3 (1 week).

### NPO Radio 2 Top 2000
| Nummer met noteringen in de NPO Radio 2 Top 2000 | '99 | '00 | '01 | '02 | '03 | '04 | '05  | '06  | '07  | '08  | '09  | '10  | '11 | '12  | '13  | '14 | '15  | '16  | '17  | '18 | '19  | '20  | '21  | '22  | '23  | '24  |
| ------------------------------------------------ | --- | --- | --- | --- | --- | --- | ---- | ---- | ---- | ---- | ---- | ---- | --- | ---- | ---- | --- | ---- | ---- | ---- | --- | ---- | ---- | ---- | ---- | ---- | ---- |
| Love Is a Battlefield                            | 429 | 392 | 853 | 871 | 951 | 893 | 1071 | 1227 | 1240 | 1060 | 1111 | 1035 | 962 | 1118 | 1182 | 908 | 1068 | 1125 | 1067 | 990 | 1087 | 1198 | 1234 | 1395 | 1249 | 1514 |

1. ↑  Een vetgedrukt getal geeft de hoogste notering aan.